# Eitaro Matsuda
Pour les articles homonymes, voir Matsuda.
Eitaro Matsuda (松田 詠太郎, Matsuda Eitaro), né le 20 mai 2001 à Yokohama au Japon, est un footballeur japonais. Il évolue au poste d'ailier droit à Sagan Tosu en prêt du Yokohama F. Marinos.

## Biographie

### En club
Né à Yokohama au Japon, Eitaro Matsuda est formé par le club local du Yokohama F. Marinos. Il commence toutefois sa carrière au SC Sagamihara, étant prêté à ce club le 9 janvier 2020.
Il joue son premier match en professionnel avec ce club, le 27 juin 2020, lors d'une rencontre de championnat contre le Yokohama Sports & Culture Club. Il est titularisé, et les deux équipes se neutralisent (0-0 score final).
Matsuda fait ensuite son retour au Yokohama F. Marinos et joue son premier match en J1 League le 8 août 2020, contre le Kashiwa Reysol. Il entre en jeu et les deux équipes se neutralisent (1-1 score final).
Le 1er février 2022, Eitaro Matsuda rejoint l'Albirex Niigata sous la forme d'un prêt d'une saison. Le transfert est annoncé dès le 21 décembre 2021. Lors de cette saison 2022, il participe à la promotion et au sacre de son équipe en deuxième division, glanant ainsi le premier titre de sa carrière.

### En sélection
Eitaro Matsuda représente l'équipe du Japon des moins de 17 ans. Il joue toutefois un seul match avec cette sélection, le 26 février 2018 contre la Russie. Il est titularisé et marque un but ce jour-là (2-2 score final).

## Palmarès
Albirex Niigata
- Championnat du Japon de D2 (1) :
  - Champion : 2022.